# ژان دوتو
ژان دوتو (فرانسوی: Jean Dotto‎; ۲۷ مارس ۱۹۲۸ – ۲۰ فوریهٔ ۲۰۰۰) دوچرخه‌سوار اهل فرانسه بود.